# Geneviève Termier
Geneviève Termier, geborene Delpey, (* 2. April 1917 in Paris; † 27. Mai 2005 in Saint-Rémy-lès-Chevreuse bei Paris) war eine französische Paläontologin und Geologin.
Geneviéve Termier war ab 1937 an der Sorbonne, wo sie sich mit der frühen Evolution von Mollusken, beginnend von den Einschalern bis zu den Gastropoden, befasste. Sie forschte zunächst im Nahen Osten mit L. Dubertret und veröffentlichte 1939 ihre Dissertation über mesozoische Gastropoden im Libanon. 1942 ging sie nach Marokko, wo ihre Zusammenarbeit mit Henri Termier begann, den sie 1942 heiratete und mit dem sie einen 1945 geborenen Sohn Michel hatte. Schon damals arbeitete sie für das CNRS, bei dem sie Forschungsdirektorin wurde.
Mit Henri Termier veröffentlichte sie zahlreiche Bücher, darunter eine Monographie über die Geologie und Paläontologie von Marokko. Beide begrüßten früh in den 1960er Jahren die Plattentektonik und luden Keith Runcorn zu Vorträgen in Paris ein, wo Henri Termier den Lehrstuhl für Geologie hatte.